# ゲゲゲの鬼太郎 ブラック鬼太郎の野望
ゲゲゲの鬼太郎 ブラック鬼太郎の野望は2014年2月3日に藤商事が発売したパチスロ機。
ARTのみでコインを増やすART特化機である。天井は最大999ゲーム。
性能の異なる3つのチャンスゾーン（鬼太郎、ネコ娘、ねずみ男）が搭載されており、どのチャンスゾーンを選択するかで当選確率が変化する。

## 概要
三者三妖!!! ART特化型パチスロ登場！じっくり派？バランス派？がっつり派？プレイスタイルに合わせてゲーム性を選択できるトリプルチャレンジ機能『ゲゲゲチャレンジ』をはじめ、通常時も目が離せない『新カード演出』、ストーリー進行型上乗せバトル『ゲゲゲバトル演出』など新機能満載！
鬼太郎の前に突如現れた、一つの影。ブラック鬼太郎と名乗る影の正体は、鏡爺により生み出されたもう一人の鬼太郎だった。暴力的に強化された鬼太郎の技の数々を使い、本人に襲いかかる。その光景を見て駆け出さずにはいられない目玉親父であったが、その戦いの結末は、意外な方向へと収束する。

## モード
- CZ「ゲゲゲチャレンジ」

15ゲーム間のART自力突入チャンスゾーン。ART突入期待度や初期ゲーム数の期待度が異なる3種類から選択できる。
- ART「ゲゲゲゲーム」

1セット50G+α・1ゲーム約2.1枚純増のARTで、継続システムはゲーム数上乗せ型。チャンス役成立時にARTゲーム数上乗せが期待でき、赤7図柄揃いでARTゲーム数上乗せゾーン「ゲゲゲラッシュ」へ突入する。
- ART中「ゲゲゲラッシュ」

10ゲーム間のARTゲーム数上乗せゾーン。滞在中は赤7図柄が揃う度にARTゲーム数が上乗せされる。
- ART中「ラッシュONラッシュ」

通常時のロングフリーズ、「ゲゲゲラッシュ」中の赤7図柄ダブル揃いから突入する10ゲーム間のARTゲーム数上乗せゾーン。滞在中は赤7図柄が揃う度にARTゲーム数が上乗せされる。「ゲゲゲラッシュ」より上乗せ性能がアップしている。
- ART中「ゲゲゲブレイク」

「ゲゲゲラッシュ」中or「ラッシュONラッシュ」中の赤7図柄V字揃いから突入する、0ゲーム連によるARTゲーム数上乗せゾーン。

## ボーナス確率・出玉率
ART 純増2.1枚/1G
| 設定 | ART初当り確率 | 出玉率 |
| ---- | ------------- | ------ |
| 1    | 1/259.0       | 97.4%  |
| 2    | 1/250.5       | 98.7%  |
| 3    | 1/237.6       | 100.0% |
| 4    | 1/216.9       | 102.8% |
| 5    | 1/186.2       | 107.4% |
| 6    | 1/163.4       | 113.2% |

※メーカー発表の数値

## 登場キャラクター
鬼太郎（きたろう）
声 - 佐藤利奈
幽霊族の少年。山奥に父親と二人で静かに暮らしている。普段は寝ぼけたような素振りばかりをしているが、いざ戦いになれば熱い闘志を燃やす。とても素直な性格で、父親や仲間の妖怪との絆を大切にしている。皆の思いを力に変え、どんな困難にも立ち向かう。攻撃技は体電竜、リモコン下駄、毛針攻撃。
ネコ娘（ねこむすめ）
声 - 佐藤聡美
明朗快活なイマドキの女の子。たまにドジな一面も見せるが頼りになる仲間である。運動神経は妖怪随一で、危険を察知する能力も高いが、ねずみを見かけるとネコの本性を現し、つい我を忘れて追いかけてしまう。本作ではネコがカナ表記。
ブラック鬼太郎（ぶらっくきたろう）
声 - 岡本信彦
鬼太郎の複製として生み出された影の鬼太郎とも呼べる存在。生みの親である鏡爺のことは何とも思っておらず、ただひたすらに鬼太郎の破滅を願う。鬼太郎が持つすべての技を繰り出すことができ、この世とあの世の全てに恐怖と混乱をもたらすことで、自らの存在を確かなものと認識しようとしている。
黒猫娘（くろねこむすめ）
声 - 原田ひとみ
鏡爺によって生み出された、ネコ娘の複製。生みの親である鏡爺から受け継いだ、鬼太郎への恨みを持ちつつ、それ以上にブラック鬼太郎に対する従属と恋慕の念を持つ。俊敏な動きと鋭い爪で鬼太郎に襲いかかる。身体能力で敵わない相手は隠し持った銃で仕留める。ブラック鬼太郎には敬語で話す。
ねずみ男（ねずみおとこ）
声 - 矢尾一樹
お調子者でお金に目が無く、がめつい性格の半妖怪。人間社会で一儲けしようと、ウマイ話を探して街をうろついている。そのずる賢さと不潔さを武器に今まで数々の修羅場を潜り抜けて来た。鬼太郎と利害が一致した時には心強い仲間となることもある。
目玉おやじ（めだまおやじ）
鬼太郎の父親。常に息子を側で見守っている。少々心配性が過ぎると言う面がある。鬼太郎達妖怪仲間みんなの保護者的存在で、霊界や地獄はもとより、人間界のことにも詳しい生き字引である。
鏡爺（かがみじじい）
鬼太郎に地獄へ落とされた恨みから、ブラック鬼太郎と黒猫娘を生み出し復讐をたくらむ。

## ストーリー
フルボイスアニメーションの他に、ストーリー終了後に表示されるテキストによる戦闘の補足説明がある。

### 第1話 怨念の巨大妖怪 VSがしゃどくろ
以前地獄に送ったはずのがしゃどくろに地上で襲われる鬼太郎。一反木綿に乗った目玉親父が、地獄界が何者かに征服されたと告げる。石になった子泣き爺を乗せたリモコン下駄の推進力でがしゃどくろを破る。浄化されるがしゃどくろの魂を何者かが蹴り飛ばし、地獄を征服した者が誰か知りたければ地獄に来いと告げ姿を消す。

### 第2話 三途の川/ 親子妖怪 VS磯女
本体の子供の言うことも耳に入らず正気を失った磯女。慣れない水中での戦いに苦戦する鬼太郎。かわうそが子供を宙に浮かせ磯女の注意を引いた隙に鬼太郎が体内電気で撃破する。磯女に話を聞こうとするも黒猫娘の攻撃により磯女の魂が浄化される。負けた者は排除するのがあの御方の考え方、地獄であの御方が待っていると言い残し黒猫娘は消える。

### 第3話 地獄門/ 鬼太郎により囚われし妖怪 VS見上げ入道
どうやって地獄の牢獄から出たかと問う鬼太郎に対しお前が壊したと答える見上げ入道。他にも鬼太郎に倒された妖怪達が脱獄し復讐しようとしているという。金目の物を探して地獄までついてきたねずみ男はいつもの調子で見上げ入道を丸め込む。見上げ入道は鬼太郎に地獄界にいき裏で手を引いている者を暴くよう告げる。鏡爺の鏡により鬼太郎が地獄の門を突破したことを知る黒猫娘とブラック鬼太郎。

### 第4話 閻魔大王庁/ もう一人の鬼太郎 VSブラック鬼太郎
待ち受けるブラック鬼太郎は、俺はお前だと鬼太郎に告げる。鏡の後ろに潜む鏡爺は地獄に落とされた恨みからブラック鬼太郎に鬼太郎を倒させようとする。鬼太郎にやられても面白がるブラック鬼太郎に文句を言う鏡爺を、ブラック鬼太郎は毛針攻撃で消滅させる。地上に大量の地獄の死者が現れ、人間を襲う。地獄まで人間の悲鳴が聞こえる。閻魔大王がいれば地上の死者は元に戻るはずと、目玉親父はブラック鬼太郎を後回しにしまずは閻魔を探すよう指示する。

### 第5話 針山地獄/ 針山地獄 VS大百足
針山をものともせず素早く硬い体で襲いかかってくる大百足。一反木綿が注意を引きつけ、大百足を針山に巻きつける。大百足を撃破するも、閻魔大王は見つからない。針山地獄の奥にあった鏡に映るブラック鬼太郎がここはハズレだと告げる。

### 第6話 灼熱地獄/ 灼熱地獄 VS輪入道
鬼太郎を地獄の業火に落とそうとする輪入道。強烈な体当たりやダイヤモンド光線に苦戦する鬼太郎に、ぬりかべが助っ人として参上する。二度と悪さをしないと誓う輪入道。ここにも閻魔大王はいない。自分を倒したいなら2人で戦えばよいと言う鬼太郎に対しお前を苦しめたいだけだと鏡の中からブラック鬼太郎が告げる。

### 第7話 極寒地獄/ 極寒地獄 VS雪女
心優しい妖怪なはずなのに襲ってくる雪女。本気で戦えない鬼太郎の助っ人に現れたねずみ男のおならの音が極寒地獄にこだまする。洗脳の溶けた雪女に里に帰るように促す鬼太郎。一体何に怯えているのかと鬼太郎に問われたブラック鬼太郎は激昂し鏡を割る。もはや鏡爺はいないので自由の身、鬼太郎など放っておけという黒猫娘に鬼太郎がいる限り俺は偽物だと答える。黒猫娘が包帯がわりに自分のリボンでブラック鬼太郎の手を巻くが余計なことはするなと疎まれる。

### 第8話 無間地獄/ 無限地獄 VSバックベアード
地獄に落とされた恨みを晴らそうとするバックベアード。 砂かけ婆が砂でバックベアードを目潰しし催眠術にかかってしまった鬼太郎を助ける。バックベアードが浄化された直後なぜか地獄に光が差し込み、謎を解明するため光の方へと向かう鬼太郎と目玉親父。解放した妖怪が役に立たないと激昂するブラック鬼太郎に、黒猫娘は自分の命にかけても鬼太郎を倒すと申し出る。

### 第9話 花畑/ もう一人のネコ娘 VS黒猫娘
光が差し込む先は花畑で黒猫娘が待ち受けていた。ブラック鬼太郎の側にいるため、鬼太郎を倒せばブラック鬼太郎が喜ぶと鬼太郎に襲いかかる。鬼太郎にあいつのために死ぬんじゃなくあいつのために生きてはどうかと言われ驚く黒猫娘。 全ての地獄を周ったが閻魔大王を見つけられなかったため、もう一度閻魔大王庁に戻ることを提案する目玉親父。ネコ娘も後を追う。

### 第10話 閻魔大王庁/ 地獄の大王 VS閻魔大王
閻魔大王庁に戻ると明らかに様子のおかしな閻魔大王が襲い掛かってくる。ブラック鬼太郎は鬼太郎のフリをして閻魔に近づき洗脳したと言う。容赦なく襲いかかる閻魔に呼びかける目玉親父が幽霊族の先祖に向かって叫び閻魔大王が正気に戻る。ブラック鬼太郎が地面を割り鬼太郎を地獄の底へ落とし、自らも飛び込む。閻魔大王が鬼太郎に自身の笏（しゃく）を託す。

### 第11話 地獄の底/ 決戦！二人の鬼太郎 VSブラック鬼太郎
一度落ちたらたとえ妖怪でも蘇ることができないという奈落へ鬼太郎を落とそうとするブラック鬼太郎。命が惜しいかと問われ無意味な戦いはしたくないだけと答える鬼太郎に、意味はある、鬼太郎が消えれば俺が本当の俺になれると言うブラック鬼太郎。

#### 負け演出
体電竜で撃破したかと思われたが、ブラック鬼太郎は割れた鏡の破片の中に逃げ込む。

#### 勝ち演出
互いの体電竜で激突し合う鬼太郎の元にネコ娘が助っ人に現れる。飛びかかったネコ娘がブラック鬼太郎の手に巻かれたリボンを切り裂く。ネコ娘は鬼太郎に地獄の思いが込められた笏を使うよう促し、パワーアップした体電竜でブラック鬼太郎を撃破する。鬼太郎がいる限り自分は決して消えない、何度でも蘇り命を狙うと言い残しブラック鬼太郎が燃えながら奈落に落ちていく。黒猫娘が飛びつき蘇った時側にいたいとブラック鬼太郎にキスをし共に落ちていく。閻魔大王が戻ったことで地獄も統制を取り戻し、鬼太郎一行は森へ帰る。

## 挿入歌
「Black Ravens」
歌 - EIZO Japan
主題歌。
「ゲゲゲの鬼太郎 ～THE METAL!!～」
作詞 - 水木しげる / 作曲 - いずみたく / 歌 - EIZO Japan
鬼太郎が体電竜を発動したときにかかるテーマソング。
「勇気の疾走 ～仲間とともに!～」
歌 - 鬼太郎 (佐藤利奈)
「にゃチュラルDAYS!」
歌 - ネコ娘（佐藤聡美）
「ゼニの花をさかせましょ 」
歌 - ねずみ男 (矢尾一樹)
「Bloody darkness」
歌 - ブラック鬼太郎 (岡本信彦)
「Stormy lover」
歌 - 黒猫娘 (原田ひとみ)
挿入歌は一定期間、公式サイトからダウンロードが可能であった。